# Morti nel 1881
| Questa pagina contiene informazioni ricavate automaticamente dalle voci biografiche con l'ausilio del template Bio e di un bot. L'aggiornamento è periodico e automatico e ricostruisce completamente la pagina. Se manca una persona in questa lista, sei pregato di non aggiungerla, ma accertati piuttosto che la sua voce biografica contenga il template Bio e che i dati anagrafici siano correttamente compilati. Se il template Bio manca, inseriscilo tu stesso o, in alternativa, metti l'avviso {{tmp\|Bio}} che ne segnala la mancanza. Se i dati riportati sono sbagliati, correggi direttamente la voce biografica; le modifiche saranno visibili in questa lista entro pochi giorni. Per chiarimenti vedi il progetto biografie. La lista contiene solo le 367 persone che sono citate nell'enciclopedia e per le quali è stato implementato correttamente il template Bio. Pagina aggiornata al 2 ago 2025. |

## Gennaio(33)
- 1º gennaio - Auguste Blanqui, rivoluzionario, attivista e politico francese (n. 1805)
- 2 gennaio - Domenico Bolognese, poeta, drammaturgo e librettista italiano (n. 1819)
- 2 gennaio - Amina Boschetti, ballerina italiana (n. 1836)
- 3 gennaio - René-François Régnier, cardinale e vescovo cattolico francese (n. 1794)
- 4 gennaio - Alphonso Wood, botanico statunitense (n. 1810)
- 5 gennaio - Hippolyte Auger, scrittore, traduttore e drammaturgo francese (n. 1796)
- 5 gennaio - Carlo Avondo, politico italiano (n. 1807)
- 5 gennaio - Basilio Gorga, religioso italiano (n. 1826)
- 8 gennaio - Ferdinando Beneventano del Bosco, generale italiano (n. 1813)
- 9 gennaio - Adelelmo Cocastelli di Montiglio, letterato e botanico italiano (n. 1814)
- 10 gennaio - Albert Theisz, politico e sindacalista francese (n. 1839)
- 11 gennaio - Giovanni Arrivabene, patriota, politico e economista italiano (n. 1787)
- 13 gennaio - Sidney Frances Bateman, attrice teatrale, commediografa e direttrice teatrale statunitense (n. 1823)
- 13 gennaio - Jacques Collin de Plancy, scrittore francese (n. 1794)
- 13 gennaio - Nathaniel Jocelyn, pittore e incisore statunitense (n. 1796)
- 16 gennaio - Pietro Araldi Erizzo, politico e nobile italiano (n. 1821)
- 18 gennaio - Auguste Mariette, egittologo francese (n. 1821)
- 19 gennaio - Ercole Dembowski, matematico e astronomo italiano (n. 1812)
- 19 gennaio - Ferdinand von Langenau, diplomatico, militare e nobile austriaco (n. 1818)
- 21 gennaio - Wilhelm Matthias Naeff, avvocato e politico svizzero (n. 1802)
- 21 gennaio - François-Edmée Ricois, pittore francese (n. 1795)
- 22 gennaio - Dmitrij Aleksandrovič Obolenskij, politico e scrittore russo (n. 1822)
- 24 gennaio - James Collinson, pittore inglese (n. 1825)
- 26 gennaio - Joseph-Agricola Chenal, politico francese (n. 1794)
- 27 gennaio - Charles Frédéric Kuhlmann, chimico francese (n. 1803)
- 27 gennaio - Johann Baptist Rudolf Kutschker, cardinale e arcivescovo cattolico austriaco (n. 1810)
- 27 gennaio - Carlo Morbio, bibliografo, storico e numismatico italiano (n. 1811)
- 27 gennaio - Jean-Louis Preti, scacchista, scrittore e editore francese (n. 1798)
- 28 gennaio - Luigi Filippi, arcivescovo cattolico italiano (n. 1810)
- 28 gennaio - Demetrio Leonardi, farmacista, chimico e geologo italiano (n. 1796)
- 29 gennaio - Vincenzo Pignatelli, VIII principe di Strongoli, imprenditore, nobile e politico italiano (n. 1808)
- 30 gennaio - Anna Maria Hall, scrittrice irlandese (n. 1800)
- 30 gennaio - Jacques-Nicolas Lemmens, compositore e organista belga (n. 1823)

## Febbraio(25)
- 1º febbraio - Daniel Grivaz, politico e giudice svizzero (n. 1806)
- 2 febbraio - Paolo Gorini, matematico e scienziato italiano (n. 1813)
- 2 febbraio - Aleksej Feofilaktovič Pisemskij, scrittore, drammaturgo e saggista russo (n. 1821)
- 3 febbraio - John Gould, ornitologo e naturalista britannico (n. 1804)
- 5 febbraio - Thomas Carlyle, saggista, storico e filosofo scozzese (n. 1795)
- 5 febbraio - Franziska Kinsky von Wchinitz und Tettau, contessa austriaca (n. 1813)
- 5 febbraio - Enele Ma'afu, politico figiano (n. 1816)
- 7 febbraio - Fredrik Cygnaeus, scrittore, poeta e critico letterario finlandese (n. 1807)
- 7 febbraio - Elisabetta di Thurn und Taxis, principessa tedesca (n. 1860)
- 9 febbraio - Fëdor Dostoevskij, scrittore e filosofo russo (n. 1821)
- 9 febbraio - Jacques-Édouard Gatteaux, scultore e medaglista francese (n. 1788)
- 11 febbraio - Salvador Jovellanos, politico paraguaiano (n. 1833)
- 14 febbraio - Fernando Wood, politico e mercante statunitense (n. 1812)
- 15 febbraio - Alessandro d'Aste Ricci, ammiraglio e politico italiano (n. 1814)
- 16 febbraio - Paul Flatters, esploratore e militare francese (n. 1832)
- 16 febbraio - Gustav Neumann, scacchista tedesco (n. 1838)
- 17 febbraio - Pasquale Miglioretti, scultore italiano (n. 1822)
- 18 febbraio - John Ogilvy-Grant, VII conte di Seafield, nobile scozzese (n. 1815)
- 20 febbraio - Camillo Trombetta, magistrato e politico italiano (n. 1813)
- 21 febbraio - Vincenzo Malenchini, militare e politico italiano (n. 1813)
- 25 febbraio - Carolina Cristofori, italiana (n. 1837)
- 25 febbraio - Melchior Paul von Deschwanden, pittore svizzero (n. 1811)
- 25 febbraio - August Treboniu Laurian, linguista rumeno (n. 1810)
- 27 febbraio - Ferdinando Coletti, medico italiano (n. 1819)
- 27 febbraio - George Pomeroy Colley, militare britannico (n. 1835)

## Marzo(32)
- 1º marzo - Édouard Drouyn de Lhuys, politico francese (n. 1805)
- 1º marzo - Carlo Giuseppe Piola Caselli, generale italiano (n. 1821)
- 3 marzo - Mikuláš Štefan Ferienčík, giornalista, scrittore e attivista slovacco (n. 1825)
- 3 marzo - Josip Jurčič, scrittore sloveno (n. 1844)
- 3 marzo - Ferdinando Zannetti, medico e chirurgo italiano (n. 1801)
- 6 marzo - Alessandro Nunziante, generale e politico italiano (n. 1815)
- 7 marzo - William Wirt Winchester, imprenditore statunitense (n. 1837)
- 9 marzo - Carolina Amalia di Schleswig-Holstein-Sonderburg-Augustenburg, sovrana danese (n. 1796)
- 13 marzo - Alessandro II di Russia, sovrano russo (n. 1818)
- 13 marzo - Ignatij Ioachimovič Grinevickij, rivoluzionario bielorusso (n. 1856)
- 15 marzo - Emory Upton, generale statunitense (n. 1839)
- 16 marzo - Hugues Merle, pittore francese (n. 1822)
- 20 marzo - Justin Clinchant, generale francese (n. 1820)
- 20 marzo - Bernardino Milon, politico e militare italiano (n. 1829)
- 22 marzo - Carl von Prittwitz, generale russo (n. 1797)
- 23 marzo - Giovan Battista Fardella, patriota e politico italiano (n. 1818)
- 23 marzo - Nikolaj Grigor'evič Rubinštejn, pianista e compositore russo (n. 1835)
- 24 marzo - Adriano Baldini, pittore, decoratore e ceramista italiano (n. 1810)
- 24 marzo - Friedrich Karl Franz Hecker, rivoluzionario tedesco (n. 1811)
- 26 marzo - Florian Ceynowa, scrittore, linguista e attivista polacco (n. 1817)
- 26 marzo - Jules Noël, pittore francese (n. 1810)
- 26 marzo - Gioacchino Napoleone Pepoli, diplomatico, scrittore e politico italiano (n. 1825)
- 26 marzo - Roberto Sacchetti, scrittore e giornalista italiano (n. 1847)
- 26 marzo - Roman Stanisław Sanguszko, nobile e politico polacco (n. 1800)
- 27 marzo - Carlo Corradino Chigi, militare e politico italiano (n. 1802)
- 28 marzo - Modest Petrovič Musorgskij, compositore russo (n. 1839)
- 29 marzo - Giuseppe La Masa, patriota, politico e militare italiano (n. 1819)
- 29 marzo - Filippo Lamponi, prefetto italiano (n. 1827)
- 29 marzo - Carl Weyprecht, esploratore e scienziato austriaco (n. 1838)
- 31 marzo - Pietro De Angelis, politico italiano (n. 1809)
- 31 marzo - Gaetano Gaspari, bibliotecario e compositore italiano (n. 1807)
- 31 marzo - Carolina di Danimarca, principessa danese (n. 1793)

## Aprile(26)
- 5 aprile - Telemaco Buonaiuti, architetto italiano (n. 1801)
- 6 aprile - Gabriel Davioud, architetto francese (n. 1824)
- 11 aprile - Eugenio Cavallini, direttore d'orchestra, compositore e violinista italiano (n. 1806)
- 13 aprile - Tahitoe, re (n. 1808)
- 14 aprile - Giuseppe Rizzardi Polini, architetto italiano (n. 1808)
- 14 aprile - Henry Turton, compositore di scacchi britannico (n. 1832)
- 14 aprile - Louis Waldenburg, medico tedesco (n. 1837)
- 15 aprile - Carlo Leone Denuelle, francese (n. 1806)
- 15 aprile - Nikolaj Ivanovič Kibal'čič, rivoluzionario e giornalista russo (n. 1853)
- 15 aprile - Sof'ja L'vovna Perovskaja, rivoluzionaria russa (n. 1853)
- 15 aprile - Andrej Ivanovič Željabov, rivoluzionario russo (n. 1851)
- 18 aprile - Carlo Dell'Acqua, ingegnere e filantropo italiano (n. 1806)
- 19 aprile - Michel Abeloos, scultore belga (n. 1828)
- 19 aprile - Rudolf Christian Böttger, chimico e fisico tedesco (n. 1806)
- 19 aprile - Benjamin Disraeli, politico e scrittore britannico (n. 1804)
- 19 aprile - Alessandro Fasola, militare italiano (n. 1799)
- 20 aprile - William Burges, architetto e designer britannico (n. 1827)
- 24 aprile - Romolo Gessi, geografo, esploratore e militare italiano (n. 1831)
- 24 aprile - Gottlob Ludwig Rabenhorst, botanico e micologo tedesco (n. 1806)
- 26 aprile - Placido Balegno di Carpeneto, generale italiano (n. 1828)
- 26 aprile - Ludwig von der Tann, generale tedesco (n. 1809)
- 27 aprile - Ludwig von Benedek, militare ungherese (n. 1804)
- 27 aprile - Émile de Girardin, giornalista, editore e commediografo francese (n. 1802)
- 28 aprile - Ján Botto, poeta slovacco (n. 1829)
- 28 aprile - Manuel García Gil, arcivescovo cattolico e cardinale spagnolo (n. 1802)
- 30 aprile - Pauline von Mallinckrodt, religiosa tedesca (n. 1817)

## Maggio(27)
- 5 maggio - Ansel Briggs, politico statunitense (n. 1806)
- 5 maggio - Giovan Battista Formentini, patriota e politico italiano (n. 1808)
- 5 maggio - Adalbert Kuhn, linguista e filologo tedesco (n. 1812)
- 5 maggio - William Ross Wallace, poeta statunitense (n. 1819)
- 6 maggio - Jacinto Vera, vescovo cattolico uruguaiano (n. 1813)
- 7 maggio - Giovanni Garelli, medico e politico italiano (n. 1825)
- 8 maggio - Melchiorre Lo Piccolo, vescovo cattolico italiano (n. 1816)
- 10 maggio - Nicola De Martino, vescovo cattolico italiano (n. 1818)
- 11 maggio - Henri-Frédéric Amiel, filosofo, poeta e critico letterario svizzero (n. 1821)
- 11 maggio - John Blackwall, naturalista e aracnologo britannico (n. 1790)
- 12 maggio - Giovanni Tomasoni, politico italiano (n. 1821)
- 14 maggio - Maria Domenica Mazzarello, religiosa italiana (n. 1837)
- 14 maggio - Pietro di Oldenburg, duca (n. 1812)
- 14 maggio - Mary Seacole, imprenditrice e infermiera giamaicana (n. 1805)
- 15 maggio - Franz von Dingelstedt, poeta e giornalista tedesco (n. 1814)
- 17 maggio - Surendra Bikram Shah, re nepalese (n. 1829)
- 19 maggio - Johannes Albrecht Bernhard Dorn, orientalista tedesco (n. 1805)
- 20 maggio - Prosper Duvergier de Hauranne, politico francese (n. 1798)
- 22 maggio - Friedrich Kasiski, crittografo, militare e archeologo tedesco (n. 1805)
- 22 maggio - Luigi Melegari, politico, diplomatico e giurista italiano (n. 1805)
- 24 maggio - William Patrick Adam, politico britannico (n. 1823)
- 24 maggio - François-Xavier Joseph de Casabianca, politico, avvocato e nobile francese (n. 1796)
- 24 maggio - Samuel Palmer, pittore britannico (n. 1805)
- 25 maggio - Francesco Arese Lucini, nobile e politico italiano (n. 1805)
- 25 maggio - Giuseppe Maria Giulietti, geografo e esploratore italiano (n. 1847)
- 26 maggio - Jacob Bernays, filologo tedesco (n. 1824)
- 26 maggio - Richard L. Heschl, anatomista austriaco (n. 1824)

## Giugno(23)
- 2 giugno - Émile Littré, lessicografo, filologo e filosofo francese (n. 1801)
- 2 giugno - Pierre Louis Rouillard, scultore francese (n. 1820)
- 3 giugno - Luigi Mancini, pittore italiano (n. 1819)
- 5 giugno - Antonio Santelmo, patriota italiano (n. 1815)
- 6 giugno - Henri Vieuxtemps, violinista e compositore belga (n. 1820)
- 8 giugno - Gregorio VI di Costantinopoli, arcivescovo ortodosso greco (n. 1798)
- 9 giugno - Louis-Gaston de Ségur, presbitero francese (n. 1820)
- 12 giugno - Banesinhji Jaswantsinhji, principe indiano (n. 1842)
- 12 giugno - Vittorio Salmini, poeta e drammaturgo italiano (n. 1832)
- 17 giugno - James Starley, inventore inglese (n. 1831)
- 20 giugno - Albert Mackey, medico statunitense (n. 1807)
- 22 giugno - Carlo Barbiano di Belgiojoso, scrittore, pittore e politico italiano (n. 1815)
- 22 giugno - Leone Escudier, giornalista e musicologo francese (n. 1821)
- 23 giugno - Matthias Jacob Schleiden, botanico tedesco (n. 1804)
- 24 giugno - Joaquín Espín y Guillén, compositore e musicista spagnolo (n. 1812)
- 25 giugno - Giovanni Battista Piazzoni, imprenditore e politico italiano (n. 1805)
- 26 giugno - Theodor Benfey, filologo e orientalista tedesco (n. 1809)
- 26 giugno - Henry Stanberry, politico statunitense (n. 1803)
- 28 giugno - Jules-Armand Dufaure, politico francese (n. 1798)
- 29 giugno - Fortunato Padula, ingegnere e politico italiano (n. 1816)
- 29 giugno - Maurice Raynaud, medico francese (n. 1834)
- 29 giugno - Michelangelo Rulfi, politico italiano (n. 1808)
- 30 giugno - Felice Schiavoni, pittore italiano (n. 1803)

## Luglio(34)
- 1º luglio - Hermann Lotze, filosofo e logico tedesco (n. 1817)
- 1º luglio - Henri Sainte-Claire Deville, chimico francese (n. 1818)
- 1º luglio - Carlo Savio, vescovo cattolico italiano (n. 1811)
- 2 luglio - Clemente Althaus, poeta peruviano (n. 1835)
- 2 luglio - Giulio Anivitti, artista e insegnante italiano (n. 1850)
- 2 luglio - Casimiro Pisani, patriota e politico italiano (n. 1803)
- 3 luglio - Achille De Bassini, baritono italiano (n. 1819)
- 4 luglio - Cospatrick Douglas-Home, XI conte di Home, politico scozzese (n. 1799)
- 4 luglio - Johan Vilhelm Snellman, politico e filosofo finlandese (n. 1806)
- 7 luglio - Luigi Ferretti, poeta italiano (n. 1836)
- 7 luglio - Claude Wilson, calciatore inglese (n. 1858)
- 9 luglio - Roberto Lawley, naturalista e paleontologo italiano (n. 1818)
- 9 luglio - Paul de Saint-Victor, giornalista francese (n. 1827)
- 10 luglio - Jacobo FitzJames Stuart, XV duca d'Alba, nobile, diplomatico e generale spagnolo (n. 1821)
- 10 luglio - Gaspard François Frédéric Le Breton, militare francese (n. 1820)
- 10 luglio - Georg Hermann Nicolai, architetto e docente tedesco (n. 1812)
- 10 luglio - Rajendra Bikram Shah, re nepalese (n. 1813)
- 11 luglio - Elisabeth Jerichau-Baumann, pittrice polacca (n. 1819)
- 11 luglio - Vilhelm Topsøe, scrittore danese (n. 1840)
- 12 luglio - Karl Clemens Lilia von Westegg, generale austriaco (n. 1804)
- 13 luglio - John Clifford Pemberton, generale statunitense (n. 1814)
- 14 luglio - Billy the Kid, pistolero e criminale statunitense (n. 1859)
- 17 luglio - Jim Bridger, esploratore e avventuriero statunitense (n. 1804)
- 20 luglio - Theodor Bergk, filologo classico tedesco (n. 1812)
- 25 luglio - Karl Christian Bruhns, astronomo tedesco (n. 1830)
- 25 luglio - Nathan Clifford, politico statunitense (n. 1803)
- 25 luglio - Josceline Percy, ammiraglio e militare britannico (n. 1811)
- 26 luglio - Giuseppe Ameglio, politico italiano (n. 1818)
- 26 luglio - Augusto di Sassonia-Coburgo-Koháry, principe e duca (n. 1818)
- 26 luglio - George Borrow, scrittore inglese (n. 1803)
- 27 luglio - Hewett Cottrell Watson, botanico inglese (n. 1804)
- 28 luglio - Émile Léopold Clément, artigiano francese (n. 1826)
- 29 luglio - Hieronymus Ferdinand Rudolf von Colloredo-Mansfeld, politico e nobile austriaco (n. 1842)
- 30 luglio - Ercole Turati, ornitologo italiano (n. 1829)

## Agosto(29)
- 2 agosto - Marcus Clarke, scrittore e poeta australiano (n. 1846)
- 5 agosto - Coda Chiazzata, condottiero nativo americano (n. 1823)
- 6 agosto - James Springer White, religioso statunitense (n. 1821)
- 8 agosto - Damiano Marinelli, alpinista e esploratore italiano (n. 1843)
- 8 agosto - Pellegrino Matteucci, esploratore e geografo italiano (n. 1850)
- 9 agosto - Pietro Napoleone Bonaparte, principe francese (n. 1815)
- 9 agosto - Carlo Massei, avvocato, storico e politico italiano (n. 1793)
- 9 agosto - Otto Spiegelberg, ginecologo tedesco (n. 1830)
- 10 agosto - Orville Hickman Browning, politico e avvocato statunitense (n. 1806)
- 11 agosto - Jane Digby, nobildonna inglese (n. 1807)
- 12 agosto - Fedele da Fanna, storico, teologo e presbitero italiano (n. 1838)
- 13 agosto - Old Man Clanton, allevatore e pistolero statunitense (n. 1816)
- 13 agosto - Charles Noel, II conte di Gainsborough, nobile e politico inglese (n. 1818)
- 13 agosto - Giulia Rinieri de' Rocchi, nobildonna italiana (n. 1801)
- 13 agosto - Francesco Selmi, chimico italiano (n. 1817)
- 15 agosto - Alexandru G. Golescu, politico rumeno (n. 1819)
- 17 agosto - Élisabeth Turgeon, religiosa canadese (n. 1840)
- 18 agosto - Josef Labitzki, compositore, violinista e direttore d'orchestra boemo (n. 1802)
- 18 agosto - Stephen Miller, politico statunitense (n. 1816)
- 19 agosto - Giuseppe Tozzoli, politico italiano (n. 1826)
- 23 agosto - Eugenio Vetromile, scrittore e presbitero italiano (n. 1819)
- 24 agosto - Gaspare Monaco La Valletta, politico italiano (n. 1819)
- 26 agosto - Erasmus Alvey Darwin, chimico inglese (n. 1804)
- 26 agosto - Oscar von Schüppel, patologo tedesco (n. 1837)
- 29 agosto - Jean-Baptiste Auriol, circense francese (n. 1806)
- 30 agosto - Domenico Antonio Grillo, nobile, patriota e politico italiano (n. 1801)
- 30 agosto - Stepan Grigor'evič Širjaev, rivoluzionario russo (n. 1857)
- 31 agosto - Pietro Cossa, drammaturgo italiano (n. 1830)
- 31 agosto - Giovanni Maurigi, politico, magistrato e avvocato italiano (n. 1823)

## Settembre(30)
- 1º settembre - Ludwig von Pulz, generale austriaco (n. 1822)
- 2 settembre - Carlo Fenzi, banchiere e politico italiano (n. 1823)
- 3 settembre - Maria Clementina d'Asburgo-Lorena, nobile (n. 1798)
- 6 settembre - Jean-Baptiste Nothomb, politico e diplomatico belga (n. 1805)
- 7 settembre - John Martin Henni, arcivescovo cattolico svizzero (n. 1805)
- 7 settembre - Sidney Lanier, poeta e musicista statunitense (n. 1842)
- 8 settembre - Federico d'Orange-Nassau, nobile (n. 1797)
- 9 settembre - Girolamo Pagliano, imprenditore e impresario teatrale italiano (n. 1801)
- 10 settembre - Girolamo d'Adda, nobile, politico e letterato italiano (n. 1815)
- 13 settembre - Ambrose Burnside, generale e politico statunitense (n. 1824)
- 14 settembre - Richard Airey, I barone Airey, generale britannico (n. 1803)
- 18 settembre - David Alter, medico, scienziato e inventore statunitense (n. 1807)
- 18 settembre - Alfonso Cavagnari, avvocato e politico italiano (n. 1831)
- 19 settembre - Emanuel Dubský z Třebomyslic, politico, imprenditore e nobile boemo (n. 1806)
- 19 settembre - James A. Garfield, politico e generale statunitense (n. 1831)
- 22 settembre - Lorenzo Cobianchi, imprenditore e politico italiano (n. 1805)
- 22 settembre - Vincent Eyre, ufficiale britannico (n. 1811)
- 22 settembre - Zainal Rashid Mu'adzam Shah II di Kedah, sultano malese (n. 1857)
- 24 settembre - Heinrich Ludolf Ahrens, glottologo e filologo tedesco (n. 1809)
- 24 settembre - Luigi Ferdinando Casamorata, compositore e critico musicale italiano (n. 1807)
- 24 settembre - Friedrich Franz von Thun e Hohenstein, diplomatico e nobile austriaco (n. 1810)
- 25 settembre - David Ogilvy, X conte di Airlie, nobile, politico e ufficiale scozzese (n. 1826)
- 26 settembre - William Addison, medico inglese (n. 1803)
- 26 settembre - Maria Teresa Gozzadini, nobile e patriota italiana (n. 1812)
- 27 settembre - Carl David Bouché, botanico tedesco (n. 1809)
- 27 settembre - Angiolo Del Punta, avvocato e politico italiano (n. 1813)
- 28 settembre - Auguste Pittaud de Forges, drammaturgo e librettista francese (n. 1803)
- 29 settembre - Alfonso Linguiti, filologo e presbitero italiano (n. 1827)
- 30 settembre - Eduardo Asquerino García, drammaturgo, giornalista e politico spagnolo (n. 1826)
- 30 settembre - Tamatoa V, re (n. 1842)

## Ottobre(33)
- 3 ottobre - Annibale Cressoni, giornalista, patriota e impresario teatrale italiano (n. 1820)
- 3 ottobre - Henry Fowle Durant, avvocato e filantropo statunitense (n. 1822)
- 3 ottobre - Orson Pratt, presbitero statunitense (n. 1811)
- 3 ottobre - Giuseppe Serroy, politico, medico e poeta italiano (n. 1798)
- 4 ottobre - Gaetano Ciniselli, circense italiano (n. 1815)
- 6 ottobre - Vincenzo Moretti, cardinale e arcivescovo cattolico italiano (n. 1815)
- 9 ottobre - Diodato Borrelli, medico e patriota italiano (n. 1837)
- 9 ottobre - Joseph Carter Abbott, generale e politico statunitense (n. 1825)
- 10 ottobre - Daniele Comboni, missionario e vescovo cattolico italiano (n. 1831)
- 10 ottobre - Heinrich Karl von Haymerle, politico austriaco (n. 1828)
- 10 ottobre - Richard Turner, ingegnere e imprenditore irlandese (n. 1798)
- 12 ottobre - Tommaso Gherardi del Testa, scrittore italiano (n. 1818)
- 14 ottobre - Paolo Aleotti, scultore italiano (n. 1813)
- 14 ottobre - Luigi Tatti, ingegnere, architetto e teorico dell'architettura italiano (n. 1808)
- 16 ottobre - Raffaele Monti, scultore e poeta italiano (n. 1818)
- 17 ottobre - Augusto Nomis di Cossilla, prefetto e politico italiano (n. 1815)
- 21 ottobre - Johann Caspar Bluntschli, giurista e politico svizzero (n. 1808)
- 21 ottobre - Eduard Heine, matematico tedesco (n. 1821)
- 22 ottobre - Colin Mackenzie, militare britannico (n. 1806)
- 23 ottobre - Carlo Arduini, patriota e storico italiano (n. 1815)
- 25 ottobre - Ignazio Aymerich di Laconi, politico italiano (n. 1808)
- 25 ottobre - Bonifacio Chiovitti, archeologo e politico italiano (n. 1810)
- 26 ottobre - Billy Clanton, pistolero statunitense (n. 1862)
- 26 ottobre - Frank McLaury, pistolero statunitense (n. 1848)
- 26 ottobre - Tom McLaury, pistolero statunitense (n. 1853)
- 27 ottobre - Luigi Bruschetti, vescovo cattolico italiano (n. 1826)
- 28 ottobre - Prospero Caterini, cardinale italiano (n. 1795)
- 28 ottobre - Enrico Manzoni, nobile e imprenditore italiano (n. 1819)
- 28 ottobre - Alessandro di Württemberg, nobile (n. 1804)
- 29 ottobre - Jean-Baptiste Bouillaud, medico francese (n. 1796)
- 30 ottobre - Louis Blanchenay, avvocato e politico svizzero (n. 1801)
- 30 ottobre - Charles Auguste Bretagne, funzionario francese (n. 1837)
- 31 ottobre - George Washington De Long, navigatore e esploratore statunitense (n. 1844)

## Novembre(20)
- 1º novembre - Luigi Agostino Casati, politico italiano (n. 1827)
- 1º novembre - Jacques Perk, poeta olandese (n. 1859)
- 2 novembre - Raffaele Rubattino, imprenditore e armatore italiano (n. 1810)
- 3 novembre - Giovanni Domenico Ruffini, scrittore e patriota italiano (n. 1807)
- 4 novembre - Harry Gem, tennista, avvocato e scrittore britannico (n. 1819)
- 5 novembre - Pietro Gianelli, cardinale e arcivescovo cattolico italiano (n. 1807)
- 5 novembre - Robert Mallet, ingegnere irlandese (n. 1810)
- 9 novembre - Sandy King, criminale statunitense
- 9 novembre - William Tattenbaum, pistolero statunitense (n. 1853)
- 12 novembre - Justin Paulinier, arcivescovo cattolico francese (n. 1815)
- 21 novembre - Ami Boué, geologo e antropologo tedesco (n. 1794)
- 21 novembre - Emilio Maffei, presbitero, poeta e patriota italiano (n. 1809)
- 21 novembre - Otto Wilhelm Sonder, botanico e farmacista tedesco (n. 1812)
- 24 novembre - Wilhelm Busch, chirurgo tedesco (n. 1826)
- 25 novembre - Theobald Böhm, flautista, inventore e compositore tedesco (n. 1794)
- 26 novembre - Johann Ludwig Krapf, missionario tedesco (n. 1810)
- 29 novembre - Giacomo Brogi, fotografo italiano (n. 1822)
- 30 novembre - Edoardo Borromeo, cardinale e arcivescovo cattolico italiano (n. 1822)
- 30 novembre - Jean-Alfred Gautier, astronomo svizzero (n. 1793)
- 30 novembre - Nikolaj Nikolaevič Murav'ëv-Amurskij, militare e diplomatico russo (n. 1809)

## Dicembre(30)
- 2 dicembre - Jenny von Westphalen, nobildonna tedesca (n. 1814)
- 4 dicembre - Judson Kilpatrick, generale e politico statunitense (n. 1836)
- 5 dicembre - Francesco Baldisserotto, patriota italiano (n. 1815)
- 5 dicembre - Nikolaj Ivanovič Pirogov, medico, scienziato e pedagogo russo (n. 1810)
- 7 dicembre - Julius Bahnsen, filosofo tedesco (n. 1830)
- 7 dicembre - Carlo Pepoli, poeta, politico e librettista italiano (n. 1796)
- 9 dicembre - Thomas François Burgers, politico boero (n. 1834)
- 9 dicembre - Karl Culmann, ingegnere tedesco (n. 1821)
- 10 dicembre - John O'Donovan, scrittore e glottologo irlandese (n. 1806)
- 10 dicembre - Konstantin Andreevič Thon, architetto russo (n. 1794)
- 12 dicembre - Antonio Brady, naturalista, geologo e paleontologo britannico (n. 1811)
- 13 dicembre - August Šenoa, scrittore croato (n. 1838)
- 14 dicembre - Decimus Burton, architetto inglese (n. 1800)
- 14 dicembre - Berndt Godenhjelm, pittore finlandese (n. 1799)
- 14 dicembre - Adalindo Tanganelli, politico italiano (n. 1819)
- 15 dicembre - Friedrich von Spiegel, iranista tedesco (n. 1820)
- 16 dicembre - Pasquale Berghini, patriota e politico italiano (n. 1798)
- 17 dicembre - Giulio Briccialdi, flautista e compositore italiano (n. 1818)
- 17 dicembre - Isaac Israel Hayes, esploratore statunitense (n. 1832)
- 17 dicembre - Lewis Henry Morgan, etnologo e antropologo statunitense (n. 1818)
- 17 dicembre - Qudsia Begum di Bhopal, indiana (n. 1801)
- 18 dicembre - George Edmund Street, architetto inglese (n. 1824)
- 21 dicembre - Anatolij Ivanovič Barjatinskij, ufficiale russo (n. 1821)
- 27 dicembre - Michele Ferrucci, latinista e epigrafista italiano (n. 1801)
- 29 dicembre - Francesco Balbi Senarega, politico italiano (n. 1815)
- 29 dicembre - Pierre François Eugène Giraud, pittore francese (n. 1806)
- 30 dicembre - Johann Maria Hildebrandt, esploratore e botanico tedesco (n. 1847)
- 30 dicembre - Angelo Leosini, scrittore e storico italiano (n. 1818)
- 30 dicembre - Corrado Miraglia, tenore italiano (n. 1821)
- 31 dicembre - Francesco Paolo Ruggiero, giurista, economista e politico italiano (n. 1798)

## Senza giorno specificato(25)
- Placido Acquacotta, abate italiano (n. 1805)
- Gilbert Joseph Adam, mineralogista francese (n. 1795)
- Matteo Agnes, politico italiano (n. 1791)
- Francisco Álvarez, poeta portoricano (n. 1847)
- François Bachet, politico francese (n. 1817)
- Leonard Bacon, religioso statunitense (n. 1802)
- Caroline Becker, fotografa finlandese (n. 1826)
- Giuseppe Bogliani, scultore italiano (n. 1805)
- John Hill Burton, storico scozzese (n. 1809)
- Gaetano Ferri, baritono italiano (n. 1818)
- Kolju Fičeto, architetto e scultore bulgaro (n. 1800)
- Uranio Fontana, compositore italiano (n. 1815)
- Adolphe Joanne, editore e giornalista francese (n. 1813)
- Marie Laveau, religiosa statunitense
- Humphrey Lloyd, fisico irlandese (n. 1800)
- Mangkunegara IV, sovrano indonesiano (n. 1809)
- Giuseppe Nathan, politico e militare italiano (n. 1848)
- Giuseppe Ricci, militare e politico italiano (n. 1811)
- Ventura Ruiz Aguilera, poeta spagnolo (n. 1820)
- Antonio Scalvini, librettista, drammaturgo e regista teatrale italiano (n. 1835)
- Josef Škoda, medico ceco (n. 1805)
- Mic Sokoli, patriota albanese (n. 1839)
- Il'ja Stepanovič Šumov, scacchista russo (n. 1819)
- Spiridon Zambelios, letterato, filologo e storico greco (n. 1815)
- Pius Zingerle, orientalista austriaco (n. 1801)